# World Covered Court Championships
Los Campeonatos Mundiales de Pista Cubierta formaron parte de una serie de tres grandes campeonatos mundiales sancionados por la Federación Internacional de Tenis (ILTF) de 1913 a 1923. El torneo se jugaba en pista cubierta con suelos de madera, y su sede variaba cada año entre varios países. Mientras que los Campeonatos Mundiales de Césped (Wimbledon) y los Campeonatos Mundiales de Tierra Batida (WHCC) podían justificar sus títulos de "campeonato mundial", los WCCC tenían dificultades para atraer a los mejores jugadores de fuera de Europa. En una Asamblea General Anual (AGM) celebrada el 16 de marzo de 1923 en París, Francia, la ILTF emitió las 'Reglas del Tenis' que se adoptaron con efecto público el 1 de enero de 1924. Estados Unidos se convirtió en miembro afiliado de la ILTF. El título de Campeonato Mundial también se eliminó en esta reunión y se creó una nueva categoría de Campeonato Oficial para eventos en Gran Bretaña, Francia, Estados Unidos y Australia, los actuales eventos de Grand Slam. El torneo WCCC fue entonces desmantelado por la ILTF.
.

## Información del torneo
| Año     | Sede                                                     | Fecha                                                    |
| ------- | -------------------------------------------------------- | -------------------------------------------------------- |
| 1913    | Real Club de Tenis, Estocolmo                            | 2–8 de noviembre                                         |
| 1914-18 | No hubo competencia (debido a la Primera Guerra Mundial) | No hubo competencia (debido a la Primera Guerra Mundial) |
| 1919    | Sporting Club de París, París                            | 15–23 de noviembre                                       |
| 1920    | Queen's Club, Londres                                    | 11–20 de octubre                                         |
| 1921    | Kjøbenhavns Boldklub, Copenhague                         | 2–10 de abril                                            |
| 1922    | Palace Lawn Tennis Club, St. Moritz                      | 16–25 de febrero                                         |
| 1923    | Palacio de la Industria, Barcelona                       | 1–11 de febrero                                          |

## Campeones

### Individuales masculinos
| Año  | Campeón                                                  | Subcampeón                                               | Resultado                                                |
| ---- | -------------------------------------------------------- | -------------------------------------------------------- | -------------------------------------------------------- |
| 1913 | Anthony Wilding                                          | Maurice Germot                                           | 5–7, 6–2, 6–3, 6–1                                       |
| 1914 | No hubo competencia (debido a la Primera Guerra Mundial) | No hubo competencia (debido a la Primera Guerra Mundial) | No hubo competencia (debido a la Primera Guerra Mundial) |
| 1915 | No hubo competencia (debido a la Primera Guerra Mundial) | No hubo competencia (debido a la Primera Guerra Mundial) | No hubo competencia (debido a la Primera Guerra Mundial) |
| 1916 | No hubo competencia (debido a la Primera Guerra Mundial) | No hubo competencia (debido a la Primera Guerra Mundial) | No hubo competencia (debido a la Primera Guerra Mundial) |
| 1917 | No hubo competencia (debido a la Primera Guerra Mundial) | No hubo competencia (debido a la Primera Guerra Mundial) | No hubo competencia (debido a la Primera Guerra Mundial) |
| 1918 | No hubo competencia (debido a la Primera Guerra Mundial) | No hubo competencia (debido a la Primera Guerra Mundial) | No hubo competencia (debido a la Primera Guerra Mundial) |
| 1919 | André Gobert                                             | Max Decugis                                              | 6–3, 6–2, 6–2                                            |
| 1920 | Gordon Lowe                                              | Walter Crawley                                           | 6–2, 6–3, 6–1                                            |
| 1921 | William Laurentz                                         | Alfred Beamish                                           | 6–2, 6–4, 6–2                                            |
| 1922 | Henri Cochet                                             | Jean Borotra                                             | 4–6, 2–6, 6–3, 6–2, 6–0                                  |
| 1923 | Henri Cochet                                             | Brian Gilbert                                            | 6–4, 7–5, 6–4                                            |

### Individuales femeninos
| Año  | Campeona                                                 | Subcampeona                                              | Resultado                                                |
| ---- | -------------------------------------------------------- | -------------------------------------------------------- | -------------------------------------------------------- |
| 1913 | Helen Aitchison                                          | Kate Fenwick                                             | 6–4, 6–2                                                 |
| 1914 | No hubo competencia (debido a la Primera Guerra Mundial) | No hubo competencia (debido a la Primera Guerra Mundial) | No hubo competencia (debido a la Primera Guerra Mundial) |
| 1915 | No hubo competencia (debido a la Primera Guerra Mundial) | No hubo competencia (debido a la Primera Guerra Mundial) | No hubo competencia (debido a la Primera Guerra Mundial) |
| 1916 | No hubo competencia (debido a la Primera Guerra Mundial) | No hubo competencia (debido a la Primera Guerra Mundial) | No hubo competencia (debido a la Primera Guerra Mundial) |
| 1917 | No hubo competencia (debido a la Primera Guerra Mundial) | No hubo competencia (debido a la Primera Guerra Mundial) | No hubo competencia (debido a la Primera Guerra Mundial) |
| 1918 | No hubo competencia (debido a la Primera Guerra Mundial) | No hubo competencia (debido a la Primera Guerra Mundial) | No hubo competencia (debido a la Primera Guerra Mundial) |
| 1919 | Dorothy Holman                                           | Germaine Golding                                         | 6–3, 6–4                                                 |
| 1920 | Winifred Beamish                                         | Kitty McKane                                             | 6–2, 5–7, 9–7                                            |
| 1921 | Elsebeth Brehm Jørgensen                                 | Ebba Meyer                                               | 6–2, 6–4                                                 |
| 1922 | Germaine Golding                                         | Jeanne Vaussard                                          | 6–2, 7–5                                                 |
| 1923 | Kitty McKane                                             | Winifred Beamish                                         | 6–3, 4–6, 6–2                                            |

### Dobles masculinos
| Año  | Campeones                                          | Subcampeones                                       | Resultado                                          |
| ---- | -------------------------------------------------- | -------------------------------------------------- | -------------------------------------------------- |
| 1913 | Max Decugis Maurice Germot                         | Curt Bergmann Heinrich Kleinschroth                | 7–5, 2–6, 7–9, 6–3, 6–1                            |
| 1914 | No se realizó (debido a la Primera Guerra Mundial) | No se realizó (debido a la Primera Guerra Mundial) | No se realizó (debido a la Primera Guerra Mundial) |
| 1915 | No se realizó (debido a la Primera Guerra Mundial) | No se realizó (debido a la Primera Guerra Mundial) | No se realizó (debido a la Primera Guerra Mundial) |
| 1916 | No se realizó (debido a la Primera Guerra Mundial) | No se realizó (debido a la Primera Guerra Mundial) | No se realizó (debido a la Primera Guerra Mundial) |
| 1917 | No se realizó (debido a la Primera Guerra Mundial) | No se realizó (debido a la Primera Guerra Mundial) | No se realizó (debido a la Primera Guerra Mundial) |
| 1918 | No se realizó (debido a la Primera Guerra Mundial) | No se realizó (debido a la Primera Guerra Mundial) | No se realizó (debido a la Primera Guerra Mundial) |
| 1919 | André Gobert William Laurentz                      | Nicolae Mișu H. Portlock                           | 6–1, 6–0, 6–2                                      |
| 1920 | Percival Davson Theodore Mavrogordato              | Alfred Beamish Frank Fisher                        | 4–6, 10–8, 13–11, 3–6, 6–3                         |
| 1921 | Maurice Germot William Laurentz                    | Paul Henriksen Erik Tegner                         | 6–3, 6–2, 3–6, 6–3                                 |
| 1922 | Henri Cochet Jean Borotra                          | Charles Martin Armand Simon                        | 2–6, 6–2, 6–1, 6–4                                 |
| 1923 | Henri Cochet Jean Couiteas                         | Leif Rovsing Erik Tegner                           | 6–1, 6–1, 7–5                                      |

### Dobles femeninos
| Año  | Campeonas                                          | Subcampeonas                                       | Resultado                                          |
| ---- | -------------------------------------------------- | -------------------------------------------------- | -------------------------------------------------- |
| 1913 | No se celebró el dobles femenino                   | No se celebró el dobles femenino                   | No se celebró el dobles femenino                   |
| 1914 | No se realizó (debido a la Primera Guerra Mundial) | No se realizó (debido a la Primera Guerra Mundial) | No se realizó (debido a la Primera Guerra Mundial) |
| 1915 | No se realizó (debido a la Primera Guerra Mundial) | No se realizó (debido a la Primera Guerra Mundial) | No se realizó (debido a la Primera Guerra Mundial) |
| 1916 | No se realizó (debido a la Primera Guerra Mundial) | No se realizó (debido a la Primera Guerra Mundial) | No se realizó (debido a la Primera Guerra Mundial) |
| 1917 | No se realizó (debido a la Primera Guerra Mundial) | No se realizó (debido a la Primera Guerra Mundial) | No se realizó (debido a la Primera Guerra Mundial) |
| 1918 | No se realizó (debido a la Primera Guerra Mundial) | No se realizó (debido a la Primera Guerra Mundial) | No se realizó (debido a la Primera Guerra Mundial) |
| 1919 | Winifred Beamish Kitty McKane                      | Dorothy Holman Phyllis Howkins                     | 6–3, 6–4                                           |
| 1920 | Winifred Beamish Kitty McKane                      | Doris Craddock Irene Peacock                       | 6–3, 7–5                                           |
| 1921 | Elsebeth Brehm Ebba Meyer                          | Vera Forum Jutta Steenberg                         | 6–2, 4–6, 6–2                                      |
| 1922 | Germaine Golding Jeanne Vaussard                   | Yvonne Bourgeois Mme Canivet                       | walkover                                           |
| 1923 | Winifred Beamish Kitty McKane                      | Germaine Golding Jeanne Vaussard                   | 6–1, 6–1                                           |

### Dobles mixtos
| Año  | Campeones                                          | Subcampeones                                       | Resultado                                          |
| ---- | -------------------------------------------------- | -------------------------------------------------- | -------------------------------------------------- |
| 1913 | Max Decugis Kate Fenwick                           | Gunnar Setterwall Sigrid Fick                      | 7–5, 12–10                                         |
| 1914 | No se realizó (debido a la Primera Guerra Mundial) | No se realizó (debido a la Primera Guerra Mundial) | No se realizó (debido a la Primera Guerra Mundial) |
| 1915 | No se realizó (debido a la Primera Guerra Mundial) | No se realizó (debido a la Primera Guerra Mundial) | No se realizó (debido a la Primera Guerra Mundial) |
| 1916 | No se realizó (debido a la Primera Guerra Mundial) | No se realizó (debido a la Primera Guerra Mundial) | No se realizó (debido a la Primera Guerra Mundial) |
| 1917 | No se realizó (debido a la Primera Guerra Mundial) | No se realizó (debido a la Primera Guerra Mundial) | No se realizó (debido a la Primera Guerra Mundial) |
| 1918 | No se realizó (debido a la Primera Guerra Mundial) | No se realizó (debido a la Primera Guerra Mundial) | No se realizó (debido a la Primera Guerra Mundial) |
| 1919 | Max Decugis Winifred Beamish                       | William Laurentz Germaine Golding                  | 6–3, 6–3                                           |
| 1920 | Frank Fisher Irene Peacock                         | Stanley Doust Kitty McKane                         | walkover                                           |
| 1921 | Erik Tegner Elsebeth Brehm                         | Harald T. Waagepetersen Agnete Goldschmidt         | 6–2, 6–2                                           |
| 1922 | Jean Borotra Germaine Golding                      | Max Decugis Jeanne Vaussard                        | 6–3, 6–4                                           |
| 1923 | Walter Crawley Kitty McKane                        | Brian Gilbert Winifred Beamish                     | 4–6, 6–2, 6–3                                      |